# Utrecht (grad)
Utrecht je grad i općina u Nizozemskoj. Najveći je grad istoimene nizozemske pokrajine Utrecht.

## Povijest
U staroj jezgri koja obuhvaća centar grada nalaze se mnoge zgrade i objekti iz ranog Srednjeg vijeka. Jedan od razloga je i taj što je ovaj grad do 8. stoljeća bio religijski centar Nizozemske. Osim toga, Utrecht je i općenito bio jedan od najvažnijih gradova na ovim prostorima, ali ga je kasnije istisnuo Amsterdam.

## Stanovništvo
Prema podacima iz veljače 2012. godine, Grad Utrecht ima 316.448 stanovnika, što ga čini četvrtim gradom po veličini u Nizozemskoj.

## Obrazovanje
Sveučilište u Utrechtu najveće je sveučilište u Nizozemskoj. U gradu se nalaze još neke institucije za visoko obrazovanje.

## Manifestacije i događanja
Utrecht je po broju kulturnih događanja u Nizozemskoj na drugom mjestu, dok je prvi Amsterdam.

## Poznate osobe
- Hadrijan VI., papa
- Sylvia Kristel, glumica i manekenka
- Fedde le Grand, DJ i glazbeni producent
- Wesley Sneijder, nogometaš
- Marco van Basten, nogometaš
- Theo van Doesburg, umjetnik

## Vanjske poveznice
- Službena stranica  Arhivirana inačica izvorne stranice od 4. veljače 2011. (Wayback Machine) (nizoz.)(engl.)